# 23A busz (Győr)
A győri 23A jelzésű autóbusz a Marcalváros, Kovács Margit utca és az Ipar utca, Volán-telep között közlekedik. A járatot a Volánbusz üzemelteti.

## Útvonala
| Ipar utca, Volán-telep felé | Marcalváros, Kovács Margit utca felé |
| --- | --- |
| Marcalváros, Kovács Margit utca vá. – Mécs László utca – Bakonyi út – Lajta út – Vasvári Pál utca – Ifjúság körút – Szigethy Attila út – Ipar utca – Richter János utca – Ipar utca, ÉNYKK Zrt. vá. | Ipar utca, ÉNYKK Zrt. vá. – Ipar utca – Szigethy Attila út – Ifjúság körút – Vasvári Pál utca – Lajta út – Bakonyi út – Mécs László utca – Marcalváros, Kovács Margit utca vá. |

## Megállóhelyei
| 0  | Marcalváros, Kovács Margit utca végállomás                                           | 12 | 1, 1A, 11, 11Y, 14, 14B, 21, 21B, 22, 22A, 22B, 22Y, 24, 25, 26, 28, 42 | LIDL, TESCO, GYSZSZC Krúdy Gyula Gimnáziuma, Két Tanítási Nyelvű Középiskolája, Turisztikai és Vendéglátóipari Szakképző Iskolája, Arany János Általános Iskola                 |
| 1  | Bakonyi út, Gerence út (Korábban: Gerence út, PÁGISZ ÁMK)                            | ∫  | 11, 11Y, 14, 14B, 21, 21B, 22, 22A, 22B, 22Y, 24, 25, 26, 28, 42        | Győri Műszaki Szakképzési Centrum Pattantyús-Ábrahám Géza Ipari Szakgimnáziuma és Szakközépiskolája                                                                             |
| ∫  | Bakonyi út, marcalvárosi aluljáró (Korábban: Gerence út, aluljáró)                   | 11 | 11, 11Y, 14, 14B, 21, 21B, 22, 22A, 22B, 22Y, 24, 25, 26, 28, 42        | |
| 2  | Lajta út, gyógyszertár                                                               | 10 | 11, 11Y, 14, 14B, 22, 22A, 22B, 22Y, 24, 25, 26, 28, 42                 | Dr. Kovács Pál Megyei Könyvtár Marcalvárosi Fiókkönyvtára, Mesevár Óvoda, Kovács Margit Óvoda, Idősek Otthona                                                                   |
| 4  | Lajta út, posta                                                                      | 8  | 11, 11Y, 14, 14B, 22, 22A, 22B, 22Y, 24, 25, 26, 28, 42                 | Benedek Elek Óvoda, Posta, Brunszvik Teréz Német Nemzetiségi Óvoda, Szent-Györgyi Albert Egészségügyi és Szociális Szakképző Iskola, Kovács Margit Általános Művelődési Központ |
| 6  | Vasvári Pál utca, kórház, főbejárat                                                  | 6  | 6, 11, 11Y, 14, 14B, 24, 25, 26, 28, 32, 34, 36, 37                     | Petz Aladár Megyei Oktató Kórház, Győr Plaza, Nemzeti Adó- és Vámhivatal Nyugat-dunántúli Regionális Bűnügyi Igazgatósága                                                       |
| 8  | Ifjúság körút, Kodály Zoltán utca                                                    | 4  | 7, 9, 9A, 17, 17B, 19, 19A, 20, 24, 28, 41                              | Adyvárosi tó |
| 9  | Ifjúság körút 49.                                                                    | 3  | 9, 9A, 19, 19A                                                          | Szivárvány Óvoda |
| 10 | Ifjúság körút, Földes Gábor utca                                                     | 2  | 9, 19, 19A                                                              | Móra Ferenc Általános és Középiskola |
| 11 | Szigethy Attila út, Fehérvári út (az Ipar utca felé csak leszállás céljából áll meg) | 1  | 9, 14, 14B, 15, 17, 17B, 19, 19A, 20, 20Y, 24, 25, 27, 28, 41           | Festékgyár, Adyvárosi sportcentrum, Barátság park |
| 12 | Ipar utca, Volán-telep. (Korábban: Ipar utca, ÉNYKK Zrt.) végállomás                 | 0  | 14, 14B, 20, 20Y, 24, 41                                                | ÉNYKK Zrt. |